# Grøstl
Grøstl (Groestl) — итеративная криптографическая хеш-функция. Одна из пяти финалистов конкурса SHA-3, организованного NIST. Сжимающая функция Grøstl состоит из двух фиксированных 2n-битных перестановок P и Q, структура которых заимствована у шифра AES. В частности, используется такой же S-блок. Результат работы хеш-функции может иметь длину от 8 до 512 бит с шагом 8 бит. Вариант, возвращающий n бит, называется Grøstl-n.

## История
Алгоритм Grøstl был специально разработан для участия в конкурсе криптографических функций SHA-3 командой криптографов из Датского технического университета. Первоначально функция называлась Grøstl-0. Однако для участия в финале были увеличены структурные различия между перестановками. Были изменены значения ShiftBytes в перестановке Q. Также изменениям подверглись раундовые константы в P и Q. Обновленная хеш-функция получила название Grøstl. Однако, показав хорошую криптостойкость, по ряду показателей она уступала другим участникам финального раунда и не смогла стать победителем.

## Происхождение названия
Грёстль — блюдо австрийской кухни. По рецепту очень близко к блюду, которое в США называют «Hash». Буква «ö» в названии функции была заменена на букву «ø» из датского алфавита, которое имеет такое же произношение.

## Особенности
Grøstl — байт-ориентированная SP-сеть. По своему строению она значительно отличается от алгоритмов семейства SHA. Многие компоненты хеш-функции заимствованы у шифра AES. Так же как и у AES, перестановки разработаны с использованием метода Wide Trail design strategy, главными принципами которого являются наличие у блочного шифра:
- Нелинейных замен (то есть наличие хорошего S-блока)
- Линейных преобразований (для того, чтобы обеспечить хорошую диффузию и нелинейность S-блока)
- Сложения ключей (обычно с помощью XOR)

Размер внутреннего состояния функции значительно больше, чем размер выходных данных. Это так называемый «wide-pipe construction».

## Алгоритм
Сначала сообщение {\displaystyle M} разбивается на {\displaystyle t} блоков {\displaystyle m}{\displaystyle 1}, {\displaystyle m}{\displaystyle 2},…,{\displaystyle m}{\displaystyle t} по {\displaystyle l} бит каждый. Для вариантов функции, возвращающих до 256 бит {\displaystyle l} = 512. Для вариантов, возвращающих большие значения, {\displaystyle l} = 1024.
Далее, строится хеш-функция, используя рекуррентный способ вычисления. Каждый блок {\displaystyle m} обрабатывается последовательно сжимающей функцией {\displaystyle f} по формуле {\displaystyle h}{\displaystyle i}{\displaystyle =} {\displaystyle f}{\displaystyle (}{\displaystyle m}{\displaystyle i} , {\displaystyle h}{\displaystyle i-1}{\displaystyle )}.

{\displaystyle h}{\displaystyle =}{\displaystyle (}{\displaystyle h}{\displaystyle 0} , {\displaystyle h}{\displaystyle 1},…, {\displaystyle h}{\displaystyle t}{\displaystyle )} — так называемый chaining input.

Начальное значение {\displaystyle h}{\displaystyle 0} = {\displaystyle iv}.
После обработки последнего блока, {\displaystyle l}-битовое значение {\displaystyle h}{\displaystyle i} подается на вход функции преобразования Ω{\displaystyle (}{\displaystyle h}{\displaystyle i}{\displaystyle )}, которая возвращает сообщение длиной {\displaystyle n}, такой, что {\displaystyle 2n} ≤ {\displaystyle l}.
Таким образом результат выполнения хеш-функции {\displaystyle H}{\displaystyle (}{\displaystyle M}{\displaystyle )}{\displaystyle =}Ω{\displaystyle (}{\displaystyle h}{\displaystyle t}{\displaystyle )}

### Начальное значение
Начальному значению {\displaystyle iv}{\displaystyle n} функции Grøstl-n присваивается {\displaystyle l}-битовое представление числа n.
В таблице показаны начальные значения для разных вариантов хеш-функции.
| {\displaystyle n} | {\displaystyle iv}{\displaystyle n} |
| ----------------- | ----------------------------------- |
| 224               | 00…00 00 e0                         |
| 256               | 00…00 01 00                         |
| 384               | 00…00 01 80                         |
| 512               | 00…00 02 00                         |

### Функция pad
Для работы с сообщениями произвольной длины, используется функция {\displaystyle x*=pad(x)}. Она преобразует сообщение {\displaystyle x} произвольной длины {\displaystyle N} в сообщение с длиной, кратной {\displaystyle l}. Для этого к сообщению сначала добавляется бит со значением 1. Далее добавляется{\displaystyle w} нулевых бит, где {\displaystyle w=(-N-65)mod} {\displaystyle l}. И наконец, добавляется 64х битовое представление числа {\displaystyle (N+w+65)/l}. Это же число определяет количество блоков, на которые будет разбито сообщение.

### Сжимающая функция
Сжимающая функция или функция компрессии состоит из двух {\displaystyle l}-битовых перестановок {\displaystyle P} и {\displaystyle Q} и определяется как {\displaystyle f(h,m)=P(h\oplus m)\oplus Q(m)\oplus h}.

### Выходное преобразование
Функция выходного преобразования определяется как Ω{\displaystyle (x)=trunc}{\displaystyle n}{\displaystyle (P(x)\oplus x)} , где
{\displaystyle trunc}{\displaystyle n}{\displaystyle (x)} — функция, которая возвращает последние {\displaystyle n} бит входного значения {\displaystyle x}.

### Перестановки P и Q
Функция сжатия Grøstl может работать с короткими сообщениями (512 бит) и с длинными (1024 бит). Соответственно всего существует 4 перестановки {\displaystyle P}{\displaystyle 512}, {\displaystyle Q}{\displaystyle 512} и {\displaystyle P}{\displaystyle 1024}, {\displaystyle Q}{\displaystyle 1024}.
Каждая перестановка выполняется {\displaystyle R} раундов, в каждом из которых производятся 4 раундовых преобразования:
- AddRoundConstant
- SubBytes
- ShiftBytes(или ShiftBytesWide для длинных дайджестов)
- MixBytes

Эти преобразования управляют состоянием, которое представляется матрицей А, содержащей в каждой ячейке 1 байт информации. Для работы с короткими дайджестами сообщений матрица имеет размер 8Х8, для длинных дайджестов — 8Х16.
Сначала матрица A заполняется последовательностью байт . Например для последовательности 00 01 02 … 3f матрица A выглядит следующим образом. 

{\displaystyle {\begin{bmatrix}00&08&10&18&20&28&30&38\\01&09&11&19&21&29&31&39\\02&0a&12&1a&22&2a&32&3a\\03&0b&13&1b&23&2b&33&3b\\04&0c&14&1c&24&2c&34&3c\\05&0d&15&1d&25&2d&35&3d\\06&0e&16&1e&26&2e&36&3e\\07&0f&17&1f&27&2f&37&3f\end{bmatrix}}}
Аналогичным образом заполняется матрица 8 X 16.
Далее выполняются раундовые преобразования над матрицей А.

#### AddRoundConstant
Это преобразование выполняет операцию XOR между матрицей состояния и константой, зависящей от раунда:
A←A {\displaystyle \oplus C[i]}, где {\displaystyle C[i]} — константа, зависящая от раунда. Эти константы различны для каждой перестановки P и Q:
{\displaystyle P}512 {\displaystyle :C[i]={\begin{bmatrix}00\oplus i&10\oplus i&20\oplus i&30\oplus i&40\oplus i&50\oplus i&60\oplus i&70\oplus i\\00&00&00&00&00&00&00&00\\00&00&00&00&00&00&00&00\\00&00&00&00&00&00&00&00\\00&00&00&00&00&00&00&00\\00&00&00&00&00&00&00&00\\00&00&00&00&00&00&00&00\\00&00&00&00&00&00&00&00\end{bmatrix}}}

{\displaystyle P}1024 {\displaystyle :C[i]={\begin{bmatrix}00\oplus i&10\oplus i&20\oplus i&30\oplus i&40\oplus i&50\oplus i&60\oplus i&70\oplus i&\cdots &f0\oplus i\\00&00&00&00&00&00&00&00&\cdots &00\\00&00&00&00&00&00&00&00&\cdots &00\\00&00&00&00&00&00&00&00&\cdots &00\\00&00&00&00&00&00&00&00&\cdots &00\\00&00&00&00&00&00&00&00&\cdots &00\\00&00&00&00&00&00&00&00&\cdots &00\\00&00&00&00&00&00&00&00&\cdots &00\end{bmatrix}}}

{\displaystyle Q}512 {\displaystyle :C[i]={\begin{bmatrix}ff&ff&ff&ff&ff&ff&ff&ff\\ff&ff&ff&ff&ff&ff&ff&ff\\ff&ff&ff&ff&ff&ff&ff&ff\\ff&ff&ff&ff&ff&ff&ff&ff\\ff&ff&ff&ff&ff&ff&ff&ff\\ff&ff&ff&ff&ff&ff&ff&ff\\ff&ff&ff&ff&ff&ff&ff&ff\\ff\oplus i&ef\oplus i&df\oplus i&cf\oplus i&bf\oplus i&af\oplus i&9f\oplus i&8f\oplus i\end{bmatrix}}}

{\displaystyle Q}1024 {\displaystyle :C[i]={\begin{bmatrix}ff&ff&ff&ff&ff&ff&ff&ff&\cdots &ff\\ff&ff&ff&ff&ff&ff&ff&ff&\cdots &ff\\ff&ff&ff&ff&ff&ff&ff&ff&\cdots &ff\\ff&ff&ff&ff&ff&ff&ff&ff&\cdots &ff\\ff&ff&ff&ff&ff&ff&ff&ff&\cdots &ff\\ff&ff&ff&ff&ff&ff&ff&ff&\cdots &ff\\ff&ff&ff&ff&ff&ff&ff&ff&\cdots &ff\\ff\oplus i&ef\oplus i&df\oplus i&cf\oplus i&bf\oplus i&af\oplus i&9f\oplus i&8f\oplus i&\cdots &0f\oplus i\end{bmatrix}}}

где {\displaystyle i}- номер раунда, представленный 8 битным значением.

#### SubBytes
Это преобразование заменяет каждый байт матрицы состояния значением, взятым из S-блока. В хеш функции Grøstl используется такой же S-блок, как и в шифре AES. Следовательно преобразование выглядит следующим образом:
{\displaystyle a}{\displaystyle i,j}←{\displaystyle S(a}{\displaystyle i,j}{\displaystyle )}, где {\displaystyle a}{\displaystyle i,j} — элемент матрицы A. А S-блок имеет вид:
|    | 00 | 01 | 02 | 03 | 04 | 05 | 06 | 07 | 08 | 09 | 0a | 0b | 0c | 0d | 0e | 0f |
| 00 | 63 | 7c | 77 | 7b | f2 | 6b | 6f | c5 | 30 | 01 | 67 | 2b | fe | d7 | ab | 76 |
| 10 | ca | 82 | c9 | 7d | fa | 59 | 47 | f0 | ad | d4 | a2 | af | 9c | a4 | 72 | c0 |
| 20 | b7 | fd | 93 | 26 | 36 | 3f | f7 | cc | 34 | a5 | e5 | f1 | 71 | d8 | 31 | 15 |
| 30 | 04 | c7 | 23 | c3 | 18 | 96 | 05 | 9a | 07 | 12 | 80 | e2 | eb | 27 | b2 | 75 |
| 40 | 09 | 83 | 2c | 1a | 1b | 6e | 5a | a0 | 52 | 3b | d6 | b3 | 29 | e3 | 2f | 84 |
| 50 | 53 | d1 | 00 | ed | 20 | fc | b1 | 5b | 6a | cb | be | 39 | 4a | 4c | 58 | cf |
| 60 | d0 | ef | aa | fb | 43 | 4d | 33 | 85 | 45 | f9 | 02 | 7f | 50 | 3c | 9f | a8 |
| 70 | 51 | a3 | 40 | 8f | 92 | 9d | 38 | f5 | bc | b6 | da | 21 | 10 | ff | f3 | d2 |
| 80 | cd | 0c | 13 | ec | 5f | 97 | 44 | 17 | c4 | a7 | 7e | 3d | 64 | 5d | 19 | 73 |
| 90 | 60 | 81 | 4f | dc | 22 | 2a | 90 | 88 | 46 | ee | b8 | 14 | de | 5e | 0b | db |
| a0 | e0 | 32 | 3a | 0a | 49 | 06 | 24 | 5c | c2 | d3 | ac | 62 | 91 | 95 | e4 | 79 |
| b0 | e7 | c8 | 37 | 6d | 8d | d5 | 4e | a9 | 6c | 56 | f4 | ea | 65 | 7a | ae | 08 |
| c0 | ba | 78 | 25 | 2e | 1c | a6 | b4 | c6 | e8 | dd | 74 | 1f | 4b | bd | 8b | 8a |
| d0 | 70 | 3e | b5 | 66 | 48 | 03 | f6 | 0e | 61 | 35 | 57 | b9 | 86 | c1 | 1d | 9e |
| e0 | e1 | f8 | 98 | 11 | 69 | d9 | 8e | 94 | 9b | 1e | 87 | e9 | ce | 55 | 28 | df |
| f0 | 8c | a1 | 89 | 0d | bf | e6 | 42 | 68 | 41 | 99 | 2d | 0f | b0 | 54 | bb | 16 |

Преобразование {\displaystyle S(a}{\displaystyle i,j}{\displaystyle )} ищет элементы {\displaystyle a}{\displaystyle i,j}{\displaystyle \bigwedge f0} в первой колонке, и элемент {\displaystyle a}{\displaystyle i,j}{\displaystyle \bigwedge 0f} в первой строке.({\displaystyle \bigwedge } — логическое «или»). На выход идет элемент, находящийся на их пересечении.

#### ShiftBytes(ShiftBytesWide)
Пусть α=[α1, α2,…, α7 ] — набор целых чисел от 1 до 7. Преобразование ShiftBytes циклически сдвигает все байты в строке i матрицы состояния A на αi позиций влево. Для перестановок P и Q эти наборы чисел различны:
- P512: α=[0,1,2,3,4,5,6,7]
- Q512: α=[1,3,5,7,0,2,4,6]

Соответственно для функции ShiftBytesWide:
- P1024: α=[0,1,2,3,4,5,6,11]
- Q1024: α=[1,3,5,11,0,2,4,6]

#### MixBytes
При этом преобразовании каждая колонка матрицы А умножается на константную матрицу B в конечном поле {\displaystyle \mathbb {F} }{\displaystyle 256}.
Матрица B определяется как 

{\displaystyle B={\begin{bmatrix}02&02&03&04&05&03&05&07\\07&02&02&03&04&05&03&05\\05&07&02&02&03&04&05&03\\03&05&07&02&02&03&04&05\\05&03&05&07&02&02&03&04\\04&05&03&05&07&02&02&03\\03&04&05&03&05&07&02&02\\02&03&04&05&03&05&07&02\end{bmatrix}}}

Преобразование MixBytes можно обозначить как: A←B{\displaystyle \times }A.

### Криптостойкость
Надежность хеш-функции напрямую зависит от количества раундов. В результате криптоанализа удалось произвести только на первые 3 раунда.
В таблице приведены некоторые результаты криптоанализа, проведенного во время финального раунда конкурса на хеш-функцию SHA-3:
| Цель атаки              | Тип атаки                     | Количество бит на выходе | количество раундов | Количество операций |
| ----------------------- | ----------------------------- | ------------------------ | ------------------ | ------------------- |
| Хеш-функция             | нахождение коллизий           | 224, 256                 | 3                  | 264                 |
| Хеш-функция             | нахождение коллизий           | 512                      | 3                  | 2192                |
| Функция сжатия          | нахождение частичных коллизий | 256                      | 6                  | 2120                |
| Функция сжатия          | нахождение частичных коллизий | 384                      | 6                  | 2180                |
| Функция сжатия          | нахождение частичных коллизий | 512                      | 6                  | 2180                |
| Перестановка            | Дифференциальное свойство     | 256                      | 9                  | 2368                |
| Перестановка            | Дифференциальное свойство     | 512                      | 8                  | 2280                |
| Перестановка            | Дифференциальное свойство     | 512                      | 9                  | 2328                |
| Перестановка            | Дифференциальное свойство     | 512                      | 10                 | 2392                |
| Выходное преобразование | Нахождение прообраза          | 256                      | 6                  | 2251                |
| Выходное преобразование | Нахождение прообраза          | 256                      | 5                  | 2206                |
| Выходное преобразование | Нахождение прообраза          | 512                      | 8                  | 2495                |
| Хеш-функция             | нахождение псевдо-прообраза   | 256                      | 5                  | 2245                |
| Хеш-функция             | нахождение псевдо-прообраза   | 512                      | 8                  | 2507                |

### Производительность
Программная реализация Grøstl рассчитана в основном на 64-битный процессор, однако возможна также работа и на 32-битных процессорах. В ходе тестов, проведенных в финале конкурса NIST, производительность хеш-функции оказалась самой низкой, относительно других участников конкурса. Однако при выполнении алгоритма на микроконтроллере, скорость его работы оказалась гораздо выше, чем у конкурентов.
В таблице представлена скорость работы программных реализаций разных вариантов функции.
| Процессор          | Вариант функции | Скорость (цикл/байт) |
| ------------------ | --------------- | -------------------- |
| Intel Core i7 M620 | Grøstl-224/256  | 12,45                |
| Intel Core i7 M620 | Grøstl-384/512  | 17,85                |

В следующей таблице приводится 8-битная реализация на микроконтроллере ATmega163.
| Хеш-функция | процессор | Память | Скорость (цикл/байт) |
| ----------- | --------- | ------ | -------------------- |
| Grøstl-256  | ATmega163 | 994    | 469                  |
| Grøstl-256  | ATmega163 | 226    | 531                  |
| Grøstl-256  | ATmega163 | 164    | 760                  |

## Примеры хешей Grøstl
Значения разных вариантов хеша от пустой строки.
```
Grøstl-224("")
0x f2e180fb5947be964cd584e22e496242c6a329c577fc4ce8c36d34c3

Grøstl-256("")
0x 1a52d11d550039be16107f9c58db9ebcc417f16f736adb2502567119f0083467

Grøstl-384("")
0x ac353c1095ace21439251007862d6c62f829ddbe6de4f78e68d310a9205a736d8b11d99bffe448f57a1cfa2934f044a5

Grøstl-512("")
0x 6d3ad29d279110eef3adbd66de2a0345a77baede1557f5d099fce0c03d6dc2ba8e6d4a6633dfbd66053c20faa87d1a11f39a7fbe4a6c2f009801370308fc4ad8
```

Малое изменение сообщения с большой вероятностью приводит к значительным изменениям в значении хеш-функции благодаря лавинному эффекту, как показано в следующем примере:
```
Grøstl-256("The quick brown fox jumps over the lazy dog")
0x 8c7ad62eb26a21297bc39c2d7293b4bd4d3399fa8afab29e970471739e28b301

Grøstl-256("The quick brown fox jumps over the lazy dog.")
0x f48290b1bcacee406a0429b993adb8fb3d065f4b09cbcdb464a631d4a0080aaf

Grøstl-512("The quick brown fox jumps over the lazy dog")
0x badc1f70ccd69e0cf3760c3f93884289da84ec13c70b3d12a53a7a8a4a513f99715d46288f55e1dbf926e6d084a0538e4eebfc91cf2b21452921ccde9131718d

Grøstl-512("The quick brown fox jumps over the lazy dog.")
0x 518a55cc274fc887d8dcbd0bb24000395f6d3be62445d84cc9e85d419161a968268e490f7537e475e57d8c009b0957caa05882bc8c20ce22d50caa2106d0dcfd
```